# Coracina typica
Coracina typica é uma espécie de ave da família Campephagidae.
É endémica de Maurícia.
Os seus habitats naturais são: florestas subtropicais ou tropicais húmidas de baixa altitude.
Está ameaçada por perda de habitat.